# Gabra
Gabra (bulgariska: Габра) är ett distrikt i Bulgarien.   Det ligger i kommunen Obsjtina Elin Pelin och regionen Sofijska oblast, i den västra delen av landet, 30 km sydost om huvudstaden Sofia.
I omgivningarna runt Gabra växer i huvudsak blandskog. Runt Gabra är det ganska tätbefolkat, med 52 invånare per kvadratkilometer.